# Marie-Ève Drolet
Marie-Ève Drolet (Chicoutimi, 3 februari 1982) is een Canadees shorttrackster.

## Carrière
In 2000 en 2001 werd Drolet wereldkampioene junioren en werd in 2001 ook derde op de 1500 meter op het wereldkampioenschap. Een jaar later maakte ze deel uit van de Canadese aflossingsploeg die bij het shorttrack op de Olympische Winterspelen 2002 de bronzen medaille won. Individueel werd ze in Salt Lake City vierde op de 1000 meter en zesde op de 1500 meter.
Drolet werd gezien als de grote belofte van het Canadese shorttrack maar stopte op 20-jarige leeftijd om te gaan studeren en reizen. Jaren later keerde ze echter terug naar de topsport. Ze won brons op de aflossing bij het WK 2011 en het WK 2012; bij het toernooi in 2012 won ze ook brons op de 1500 meter, elf jaar na haar eerste WK-medaille bij de senioren. Met de Canadese aflossingsploeg won ze vervolgens nog twee zilveren medailles, zowel op het wereldkampioenschap 2013 in Debrecen als op de Olympische Spelen 2014 in Sotsji.